# 잭 워든
잭 워든(Jack Warden, 1920년 9월 18일 ~ 2006년 7월 19일)은 미국의 배우이다.

## 출연 작품
- 나일강 살인 사건
- 심판
- 당신이 잠든 사이에